# Правни факултет Универзитета у Приштини
Правни факултет у Приштини са привременим смештајем у Косовској Митровици је образовно-научна установа која обавља основне, специјалистичке, магистарске и докторске студије, као и друге облике студија, за иновацију знања и стручно образовање и усавршавање. Поред седишта у Косовској Митровици, има и високошколску јединицу у Врању.

## Историјат

### Настанак Правног факултета
Народна скупштина Србије је 23. јуна 1961. године Законом је основала Правно-економски факултет, који је са радом почео октобра 1961. године у саставу Универзитета у Београду. Оснивањем Универзитета у Приштини 1969. године овај факултет улази у његов састав. Правно-економски факултет 1971. године дели се на два самостална факултета, односно настају Правни и Економски факултет одвојено.
До школске 1966/1967. настава се изводила само на српском језику, а након тога настава се изводила на појединим предметима и на албанском језику. Од школско 1970/1971. до школске 1991/1992. године настава се изводила паралелно на српском и албанском језику, а од тада, настава наставља да се изводи само на српском језику.

### Период након рата на Косову и Метохији
Седиште факултета од оснивања до јуна 1999. године налазило се у Приштини. Одлуком Владе Републике Србије, из познатих разлога, Факултет наставу за школску 1999/2000. годину организује у Врању, а од школске 2001/2002. године привремено седиште Правног факултета је у Косовској Митровици.
Факултет користи просторије средње техничке школе “Михаило Петровић Алас” у Косовској Митровици са бруто простором нешто преко 2042,56 м², док је у згради у Приштини бруто простор износио 6063 м2 .
Факултет успешно организује консултативну наставу у својим центрима у Врању и Новом Пазару.
У радном односу са пуним радним временом запослени су 35 наставника и сарадника. Поред тога, за извођење процеса наставе ангажовано је још 10 наставника и 3 сарадника са других факултета. На Правном факултету у целокупном наставном процесу учествује 48 наставника и сарадника.
Данас на факултету студира око 1.003 активних студената различите националности.
Од оснивања до данас на факултету је дипломирало преко 8000 студената и стекло стручни назив дипломираног правника.
Јубиларних 50 година постојања Правног факултета се навршило 2011. године када је и тим поводом издата и објављена Монографија - 50 година Правног факултета Универзитета у Приштини 1961 - 2011 Архивирано на веб-сајту  (4. децембар 2023).
Правни факултет Универзитета у Приштини, до 1999. године и свог привременог измештања, имао је своје седиште у улици Цара Душана 52 у Приштини (данас је то улица Агим Рамадни), а садашње привремено седиште факултета је у Косовској Митровици у улици Лоле Рибара 29.

## Старешине и декани[3]
1. Јовица Патрногић (1961-1966)
2. Марк Краснићи (1966-1968)
3. Божидар Јовановић (1968-1970)
4. Сурја Пуповци (1970-1971)
5. Зравко Здравковић (1971-1973)
6. Хајредин Хоџа (1973-1975)
7. Петар Станишић (1975)
8. Драгољуб Морачић (1976-1977)
9. Абедин Феровић (1977-1978)
10. Рагип Хаљиљи (1978-1979)
11. Бранислав Марковић (1979-1981)
12. Куртеш Салиу (1981-1983)
13. Хабиб Хашани (1983-1985)
14. Милован Марковић (1985-1987)
15. Хиљми Исмаиљи (1987-1988)
16. Хамди Вранићи (1988-1989)
17. Мирко Перуновић (1989-1995)
18. Милован Марковић (1995-1999)
19. Мирко Перуновић (1999-2000)
20. Слободан Бараћ (2000-2001)
21. Зоран Исаиловић (2001-2004)
22. Милорад Жижић (2004-2009)
23. Душанка Јововић (2009-2015)
24. Владан Михајловић (2015-2019)
25. Душанка Јововић (2019-2022)
26. Слободанка Перић (2022-)

## Организација

### Управа факултета[2]
Радом Факултета руководи декан као орган пословођења и Савет Факултета као орган управљања, састављен од представника наставника и сарадника Факултета, представника ненаставног особља, представника студената и представника које именује Влада Републике Србије.
Факултет има продекане и студента-продекана, кога именује декан на предлог Студентског парламента.
Стручни органи Факултета су: Наставно-научно веће и Веће катедри.
Факултет у свом саставу има следеће организационе јединице:
1. Наставно-научна јединица (Катедра)
2. Научно - истраживачка јединица (Центар за научна истраживања и издаваштво, Библиотека и Информациони центар)
3. Јединица за квалитет
4. Правна клиника
5. Секретаријат Факултета.

### Катедре[4]
- Катедра за теоријскоправне, историјскоправне науке и социологију
- Катедра за грађанскоправне науке
- Катедра за међународно-пословно правне науке
- Катедра за јавноправне науке
- Катедра за кривичноправне науке
- Катедра за правноекономске науке